# Eelshuis
Eelshuis, vroeger Eilshuis, Gronings Aailshoes, is een buurtschap in de provincie Groningen, vlak bij Wagenborgen. Het ligt op de grens van de gemeenten Midden-Groningen en Eemsdelta. De beide boerderijen vormden in de middeleeuwen waarschijnlijk een voorwerk van de Johannieter commanderij Oosterwierum te Heveskes. Een van deze boerderijen bezat nog in de negentiende eeuw een oude gewelfde kelder.
Het gehucht wordt voor het eerst genoemd in 1476, wanneer een geschil wordt beslecht tussen boeren van Noordbroek en het klooster Oosterwierum over een perceel land boven Eeldeshuis ten zuiden van de Veendijk (Feendick). De grens met Noordbroek lag volgens het oordeel zuidelijker, tussen de Rotmerlanden (Rummelant) en de Scheemder Langezwaag (Zwage), waar nu het Siepkanaal of Grootmaar loopt. Kennelijk had het gebied te maken met wateroverlast, waardoor er onzekerheid over de bezitsverhoudingen bestond.
Volgens overleveringen verzorgden de monniken van Eelshuis de zielzorg in Siddeburen, dan wel in het verdwenen kerspel Oostwold, dat in de veertiende of vijftiende eeuw met Siddeburen werd verenigd. Ook zou er een stenen pad of een ondergrondse gang richting Oostwold gelopen hebben. Eelshuis werd in de 19e eeuw tot de buurtschap Veendijk gerekend. De naam wordt soms (ten onrechte) verbonden met die van de hoofdeling Eilt Gockinga.
Eelshuis geldt als de herkomstplaats van de familie Eelssema. Een lid daarvan liet in 1925 door architect Evert Rozema in Appingedam een woning ontwerpen die de naam Nieuw Eelshuis kreeg. 
Groningen: Steden en dorpen      Nederland: Provincies · Gemeenten
Dorpen: Borgercompagnie · Foxhol · Froombosch · Harkstede · Hellum · Hoogezand · Kiel-Windeweer · Kolham · Kropswolde · Luddeweer · Meeden · Muntendam · Noordbroek · Overschild · Sappemeer · Scharmer · Schildwolde · Siddeburen · Slochteren · Steendam · Tripscompagnie · Tjuchem · Waterhuizen · Westerbroek · Woudbloem · Zuidbroek

Buurtschappen: Achterdiep · Akkereinden · Ayngehorn · Beneden Veensloot · Blokum · Bokhörn · Borgweg · Boven Veensloot (deels) · Bovenhuizen · Bovenstreek · Buitenhuizen · Denemarken · Drukkebuurt · Duurkenakker · Eelshuis · Foxham · Foxholsterbosch · Gaarland · Gaarveen · De Hammen · Den Ham · Hamweg · Heerenlaan · Heidenschap · De Hole · Huisweeren · Jagerswijk · Kalkwijk · Kiel · Klein Harkstede (deels) · Kleinemeer · 't Klooster · Korengarst · Kostverloren · Lageland · Langewijk · Leentjer · Lula · Medumertol · Nieuwe Compagnie · Noordbroeksterhamrik · Noordbroeksterveen · Oosterweeren · Oostwold · Oude Verlaat · De Paauwen · Roeksweer · Ruiten · Schaaphok · Schildland ·  Siddebuursterveen · Spitsbergen · Stootshorn · Tusschenloegen · Tussenklappen · Uiterburen · Uitham · Veendijk · Het Veen · 't Veen · Veenhuizen · Vossenburg · Weereweg · Westeind · Wilderhof · Windeweer · Winkelhoek · Wolfsbarge · De Zanden · Zandwerf · Zuiderveen 

Wijk: Gorecht · Gouden Driehoek · Martenshoek · Meerwijck · Ruitershorn · Rengerspark · Sappemeer-Noord · De Vosholen · Woldwijck · Zuiderpark

Groningen: Steden en dorpen      Nederland: Provincies · Gemeenten